# 凤凰城影评人协会奖十佳影片
凤凰城影评人协会奖十佳影片是由美国凤凰城影评人协会每年年末评定的“十佳影片”名单，其中，其十佳影片名单的影片几乎年年得到了奥斯卡最佳影片奖。

## 列表
注：得到“奥斯卡最佳影片奖”的影片用底色标出。
| 年份   | 届次   | 影片                   |
| ------ | ------ | ---------------------- |
| 2013年 | 第14届 |                        |
| 2013年 | 第14届 | 《美国骗局》           |
| 2013年 | 第14届 | 《菲利普斯船长》       |
| 2013年 | 第14届 | 《达拉斯买家俱乐部》   |
| 2013年 | 第14届 | 《地心引力》           |
| 2013年 | 第14届 | 《密西西比河上的玛德》 |
| 2013年 | 第14届 | 《内布拉斯加》         |
| 2013年 | 第14届 | 《菲洛梅娜》           |
| 2013年 | 第14届 | 《大梦想家》           |
| 2013年 | 第14届 | 《少年收容所》         |
| 2013年 | 第14届 | 《为奴十二年》         |
| 2012年 | 第13届 |                        |
| 2012年 | 第13届 | 《复仇者联盟》         |
| 2012年 | 第13届 | 《南方的野兽》         |
| 2012年 | 第13届 | 《悲惨世界》           |
| 2012年 | 第13届 | 《少年派的奇幻漂流》   |
| 2012年 | 第13届 | 《林肯》               |
| 2012年 | 第13届 | 《逃离德黑兰》         |
| 2012年 | 第13届 | 《月升王国》           |
| 2012年 | 第13届 | 《乌云背后的幸福线》   |
| 2012年 | 第13届 | 《007：大破天幕杀机》  |
| 2012年 | 第13届 | 《刺杀本拉登》         |
| 2011年 | 第12届 |                        |
| 2011年 | 第12届 | 《后裔》               |
| 2011年 | 第12届 | 《亡命驾驶》           |
| 2011年 | 第12届 | 《相助》               |
| 2011年 | 第12届 | 《雨果》               |
| 2011年 | 第12届 | 《点球成金》           |
| 2011年 | 第12届 | 《和玛丽莲的一周》     |
| 2011年 | 第12届 | 《艺术家》             |
| 2011年 | 第12届 | 《超级八》             |
| 2011年 | 第12届 | 《生命之树》           |
| 2011年 | 第12届 | 《午夜巴黎》           |
| 2010年 | 第11届 |                        |
| 2010年 | 第11届 | 《国王的演讲》         |
| 2010年 | 第11届 | 《127小时》            |
| 2010年 | 第11届 | 《盗梦空间》           |
| 2010年 | 第11届 | 《问题不在孩子》       |
| 2010年 | 第11届 | 《别让我走》           |
| 2010年 | 第11届 | 《孤岛》               |
| 2010年 | 第11届 | 《社交网战》           |
| 2010年 | 第11届 | 《玩具总动员3》        |
| 2010年 | 第11届 | 《大地惊雷》           |
| 2010年 | 第11届 | 《寒冬刺骨》           |
| 2009年 | 第10届 |                        |
| 2009年 | 第10届 | 《和莎莫的500天》      |
| 2009年 | 第10届 | 《阿凡达》             |
| 2009年 | 第10届 | 《第九区》             |
| 2009年 | 第10届 | 《无良杂牌军》         |
| 2009年 | 第10届 | 《拆弹部队》           |
| 2009年 | 第10届 | 《天生不是寶貝》       |
| 2009年 | 第10届 | 《福尔摩斯》           |
| 2009年 | 第10届 | 《星际迷航》           |
| 2009年 | 第10届 | 《飞屋环游记》         |
| 2009年 | 第10届 | 《在云端》             |
| 2008年 | 第9届  |                        |
| 2008年 | 第9届  | 《返老还童》           |
| 2008年 | 第9届  | 《黑暗騎士》           |
| 2008年 | 第9届  | 《对话尼克松》         |
| 2008年 | 第9届  | 《貧民百萬富翁》       |
| 2008年 | 第9届  | 《杀手没有假期》       |
| 2008年 | 第9届  | 《米克传》             |
| 2008年 | 第9届  | 《生死朗读》           |
| 2008年 | 第9届  | 《不速之客》           |
| 2008年 | 第9届  | 《机器人瓦力》         |
| 2008年 | 第9届  | 《摔跤手》             |
| 2007年 | 第8届  |                        |
| 2007年 | 第8届  | 《赎罪》               |
| 2007年 | 第8届  | 《柳暗花明》           |
| 2007年 | 第8届  | 《发胶》               |
| 2007年 | 第8届  | 《朱诺》               |
| 2007年 | 第8届  | 《迈克尔·克雷顿》      |
| 2007年 | 第8届  | 《理发师陶德》         |
| 2007年 | 第8届  | 《老无所依》           |
| 2007年 | 第8届  | 《未血绸缪》           |
| 2007年 | 第8届  | 《决斗犹马镇》         |
| 2007年 | 第8届  | 《十二宫》             |